# Cerdistus rectangularis
Cerdistus rectangularis là một loài ruồi trong họ Asilidae. Cerdistus rectangularis được Theodor miêu tả năm 1980. Loài này phân bố ở vùng Cổ Bắc giới và châu Á.